# El Port (possessió)
El Port fou una possessió del terme de Sóller, que era situada al Port, del qual prenia el nom. Al llarg del segle xx les terres de la possessió es parcel·laren i urbanitzaren, mentre que les cases, situades a prop de la desembocadura del torrent de la Figuera, estan declarades Bé d'Interès Cultural i es troben reconvertides en hotel.
Es documenta per primera vegada al segle xiv com a propietat de Bartomeu Clavell, i el 1366 passà a la família Llampalles. El 1528 passà a la família Ballester, que tenien la casa pairal a la vila, i a partir de llavors passaren a ser coneguts com a Ballester del Port. Era objecte habitual d'incursions pirates, i per aquest motiu fou proveïda per la Universitat de mosquets per defensar-se. Més endavant, al segle xviii, quan varen decréixer els atacs, els Ballester guarniren la casa amb mobles de luxe, ceràmiques, orfebreria i una col·lecció de pintura religiosa. Posteriorment, al segle xviii la possessió passà als Penya de Son Sales, als Castelló i, finalment, als Montis, que, al segle xx, convertiren les cases en un hotel.
Les cases tenen una capella, del segle xviii, i una torre de defensa, construïda al segle xvi, que és de secció quadrada i protegia les cases de la possessió dels atacs dels pirates. A més, hi havia una tafona amb un molí de sang, utilitzada per moldre l'oliva dels extensos olivars de la possessió. A més de l'oliva, també es conreava el garrover, la vinya i els cereals.